# The Countess
The Countess és una pel·lícula de thriller dramàtic històric franco-alemanya del 2009 escrita i dirigida per Julie Delpy, qui també va compondre la seva banda sonora. És protagonitzada per Delpy, Daniel Brühl i William Hurt. Es basa en la vida de la coneguda comtessa hongaresa Elisabet Bathory.
La pel·lícula és el tercer esforç de direcció de Delpy, que ha dit del projecte que "sona com una [història] gòtica, però és més un drama. Es centra més en la psicologia dels éssers humans quan se'ls dona poder."

## Argument
El 1560, Erzsébet Báthory va néixer en el si de la família Báthory de la noblesa hongaresa, filla del general György Báthory d'Ecsed. Des de petita, els pares d'Erzsébet la crien per acceptar la duresa i la crueltat. Quan era adolescent, Erzsébet és fecundada per un jove amant camperol i es veu obligada a veure com és brutalment torturat i executat davant els seus ulls; La mare d'Erzsébet li treu el nen immediatament després del seu naixement, assegurant que no el tornarà a veure mai més. Més tard, Erzsébet està casada amb el comte Ferenc Nádasdy, amb qui té tres fills. Després del retorn de Nádasdy de les guerres otomano-hongareses, sucumbeix a una malaltia que va contreure a l'estranger i mor.
Erzsébet, ara l'única hereva de la gran propietat del seu marit, busca el reconeixement de l'Habsburg Emperador Maties. Maties consent a contracor a causa del seu considerable deute amb la comtessa. En un ball, coneix el fill de 21 anys del comte György Thurzó, István, i s'enamora d'ell. Després d'una nit junts, István es veu obligat pel seu pare a posar fi a la relació i casar-se amb la filla d'un ric comerciant a Dinamarca. Erzsébet, de 39 anys, creu que la seva diferència d'edat és la culpable del fracàs de la relació. Després d'un incident en què és esquitxada de sang després de colpejar una criada, Erzsébet comença a creure que banyar-se amb la sang de noies verges pot ajudar-la a assolir la joventut i la bellesa eterna, una creença reforçada pels seus servents aduladors que insisteixen que la seva pell és de sobte molt més suau. Amb aquesta finalitat, el seu personal captura i mata brutalment noies camperoles per obtenir la seva sang.
És només quan Erzsébet comença a segrestar noies de l'aristocràcia que les autoritats inicien una investigació. Se li demana al comte Thurzó que investigui els incidents i, per tant, envia a István, ara ja comte, a visitar Erzsébet. István va a visitar-la de mala gana i passen una nit apassionada junts. István, malgrat els seus afectes per la comtessa, encara sospita de la comtessa i quan ell i un dels seus companys descobreixen proves del seu crim, l’arresten. Durant el judici, Erzsébet és declarada culpable i, a causa del seu origen noble, és condemnada a passar la resta de la seva vida tancada a la seva habitació al castell de Čachtice en total aïllament. El personal d'Erzsébet també és declarat culpable, però a diferència d'ella, són matats. Tot el seu patrimoni s'atorga al comte Thurzó amb l'excepció de Čachtice, que es lliura als seus fills.
Moguda per la desesperació després de ser emmurallat, Erzsébet Báthory se suïcida. Llavors és enterrada sense taüt en una tomba humil, sense cerimònia funerària. La pel·lícula posa en dubte la sentència, suggerint que gran part dels esdeveniments han estat manipulats pel comte Thurzó.

## Repartiment
- Julie Delpy com la comtessa Erzsébet Báthory
- William Hurt com el comte György Thurzó
- Daniel Brühl com a István Thurzó
- Adriana Altaras com a tia Klara Báthory
- Charly Hübner com el comte Ferenc Nádasdy
- Anamaria Marinca com la bruixa Anna Darvulia
- Sebastian Blomberg com a Dominic Vizakna
- Andy Gatjen com a Miklos
- Rolf Kanies com el comte Krajevo
- Jesse Inman com a Emperador Maties
- Jeanette Hain com a Anna Báthory
- Frederick Lau com a Janos
- Henriette Confurius com a Kayla
- Nikolai Kinski com a El mestre

## Estrena
La pel·lícula es va estrenar el 2 de setembre de 2009 al 59è Festival Internacional de Cinema de Berlín i es va projectar al 63è Festival Internacional de Cinema de Canes 2010.

## Recepció crítica
The Countess va rebre crítiques negatives. Boyd van Hoeij va escriure a Variety, "Tot i que alguns moments individuals funcionen, el guió de Delpy manca de teixit conjuntiu psicològic. Mai queda clar per què una dona poderosa i intel·ligent va ser posada de genolls per un nen simpàtic, només per tornar-se assassina i possiblement boja quan la privaven del seu objecte d'afecte."
A la seva ressenya per a l'Associated Press, Kirk Honeycutt va escriure que els fans de Delpy i de les pel·lícules d'art estarien decebuts: "La pel·lícula està produïda de manera bella i amorosa amb una cinematografia fresca i profundament cremada dins i fora del palau. Vestuari, edició i tota la música de Delpy recolza constantment el to alt que es pren cap a aquesta sagnant història. Un aprecia The Countess, però no aterra ni il·lumina."